# Comté de Chatham (Géorgie)
Pour les articles homonymes, voir Comté de Chatham.
Le comté de Chatham est un comté des États-Unis situé dans l’État de Géorgie. En 2006, la population était de 241 411 habitants. Son siège est Savannah, troisième agglomération la plus peuplée de l'État.

## Principales villes
- Bloomingdale
- Garden City
- Pooler
- Port Wentworth
- Savannah
- Thunderbolt
- Tybee Island
- Vernonburg